# Думниця (притока Полтви)
Ду́мниця (інші назви — Ду́мна, Думний Потік) — річка в Україні, у межах Львівського та Золочівського районів Львівської області. Ліва притока Полтви (басейн Західного Бугу). 

## Опис
Довжина річки 52 км, площа басейну 203 км². Долина переважно трапецієподібна. Заплава завширшки до 1 км. Річище на значному протязі каналізоване, його ширина від 0,5—1 м (у верхів'ї) до 8 м (у пониззі). Глибина до 1,7 м. Похил річки 1,6 м/км.

## Розташування
Бере початок на захід від села Копанки. Тече на південний схід і схід. Впадає до Полтви в селі Безбродах. Над річкою розташоване смт Куликів. 
Верхів'я розташовані серед заліснених пагорбів Розточчя, далі річка тече в межах Надбужанської котловини, зокрема через Грядове Побужжя між Куликівською та Грядецькою грядами. 
Найбільша притока: Капелівка (права).
Від витоків до середньої течії Думниця має ще одну назву — Ременівка.